# Vezou
Le Vezou est une rivière française du Massif central qui coule dans les départements du Cantal. C'est un affluent de la Truyère, donc un sous-affluent de la Garonne par le Lot.

## Géographie
De 13,1 km de longueur, le Vezou prend sa source dans le Cantal  (Parc naturel régional des Volcans d'Auvergne) commune de Cézens et rejoint la Truyère sur la commune de Paulhenc.

### Départements et principales localités traversés
- Cantal[1] : Cézens, Paulhenc, Pierrefort

## Principaux affluents
- L'Assac (3,8 km)